# Kabinet-Schuman II
Frankrijk heeft in de periode van 1947 tot 1948 twee kabinetten-Schuman gekend. Het kabinet-Schuman II diende nog geen week: van 5 september tot en met 11 september 1948.

## Samenstelling
- Robert Schuman (MRP) - Président du Conseil (premier) en minister van Buitenlandse Zaken
- André Marie (PRS) - Vicepremier
- René Mayer (PRS) - Minister van Defensie
- Jules Moch (SFIO) - Minister van Binnenlandse Zaken
- Christian Pineau (SFIO) - Minister van Financiën en Economische Zaken
- Robert Lacoste (SFIO) - Minister van Handel en Industrie
- Daniel Mayer (SFIO) - Minister van Arbeid en Sociale Zekerheid
- Robert Lecourt (MRP) - Minister van Justitie en Grootzegelbewaarder
- Michel-Tony Révillon (PRS) - Minister van Onderwijs
- Jules Catoire (MRP) - Minister van Veteranen en Oorlogsslachtoffers
- Pierre Pflimlin (MRP) - Minister van Landbouw
- Paul Coste-Floret (MRP) - Minister van Franse Overzeese Gebiedsdelen
- Henri Queuille (PRS) - Minister van Openbare Werken, Transport en Toerisme
- Pierre Schneiter (MRP) - Minister van Volksgezondheid en Bevolking
- René Coty (RI) - Minister van Wederopbouw en Stedenplanning